# Capire
Capire è una enciclopedia pubblicata in Italia dal 1962 al 1964 dalla Fratelli Fabbri Editori a fascicoli settimanali.

## Storia editoriale
Dopo il successo di Conoscere, la Fabbri decise di proseguire ulteriormente l'esperienza della vendita di opere enciclopediche a dispense settimanali acquistabili in edicola. Capire può considerarsi una prosecuzione diretta di Conoscere seppure rivolta ad un pubblico più adulto, soprattutto agli studenti delle medie superiori, definendosi "Grande enciclopedia di formazione intellettuale". Inoltre ne riprendeva alcune caratteristiche, come la distribuzione apparentemente casuale delle varie voci, rifiutando un ordine alfabetico o tematico; tuttavia le voci erano raggruppabili in alcune serie.
L'opera faceva un ricco uso di immagini fotografiche e conteneva alcune rubriche volte a stimolare il lettore in attività concrete: suggeriva e dava istruzioni, ad esempio, su come costruire un telescopio o una radio a galena.
Come per Conoscere anche Capire si distingueva per serie caratterizzate dal colore della copertina. Una prima serie, denominata nera, si componeva di 208 fascicoli pubblicati tra il 1962 ed il 1963 e di 30 dischi, una seconda con copertina rossa pubblicata nel 1964 di 208 fascicoli e 48 dischi. L'opera veniva poi rilegata in 17 volumi più altri 4, di minor formato, dedicati alla storia dell'uomo.
Era tuttavia possibile acquistare i volumi già rilegati, attraverso vendita per corrispondenza con abbonamento all'opera.

## Volumi di storia
I quattro volumi di appendice dedicati alla "Storia delle civiltà del mondo" erano così strutturati:
- Volume I: Dalle origini al 200 d.C.
- Volume II: Dal 200 d.C. al 1540
- Volume III: Dal 1540 al 1795
- Volume IV: Dal 1795 ai giorni nostri (con riferimento al 1966)